# 相老駅
相老駅（あいおいえき）は、群馬県桐生市相生町二丁目にあるわたらせ渓谷鐵道と東武鉄道の駅である。
わたらせ渓谷鐵道のわたらせ渓谷線と、東武鉄道の桐生線が乗り入れ、接続駅となっている。駅番号はわたらせ渓谷鐵道がWK03、東武鉄道がTI 56。
駅名は、駅の所在地である旧相生村の地名をそのまま使用すると兵庫県の相生駅と重なることと、共に老いるという考えから『生』を『老』に変更した。

JRのみならず日本の駅を五十音順に並べると、同音異字駅である兵庫県の相生駅（JR西日本）、岐阜県の相生駅（長良川鉄道）とともに一番先頭になる。

## 歴史
- 1911年（明治44年）4月15日：足尾鉄道の相生駅として開業[1]。
- 1912年（明治45年）7月1日：相老駅に改称[1]。
- 1913年（大正2年）3月19日：東武鉄道の相老駅が開業。
- 1918年（大正7年）6月1日：足尾鉄道が国有化され、国有鉄道と東武鉄道の駅となる。
- 1984年（昭和59年）2月1日：荷物扱い廃止[1]。
- 1987年（昭和62年）4月1日：国鉄分割民営化に伴い、東日本旅客鉄道と東武鉄道の駅となる[1]。
- 1989年（平成元年）3月29日：足尾線がわたらせ渓谷鐵道に移管[1]。
- 1991年（平成3年）：ホーム延長により、急行（現・特急）「りょうもう」が停車を開始。
- 2011年（平成23年）3月29日：東口駅前広場の整備事業によりロータリーが完成。

## 駅構造

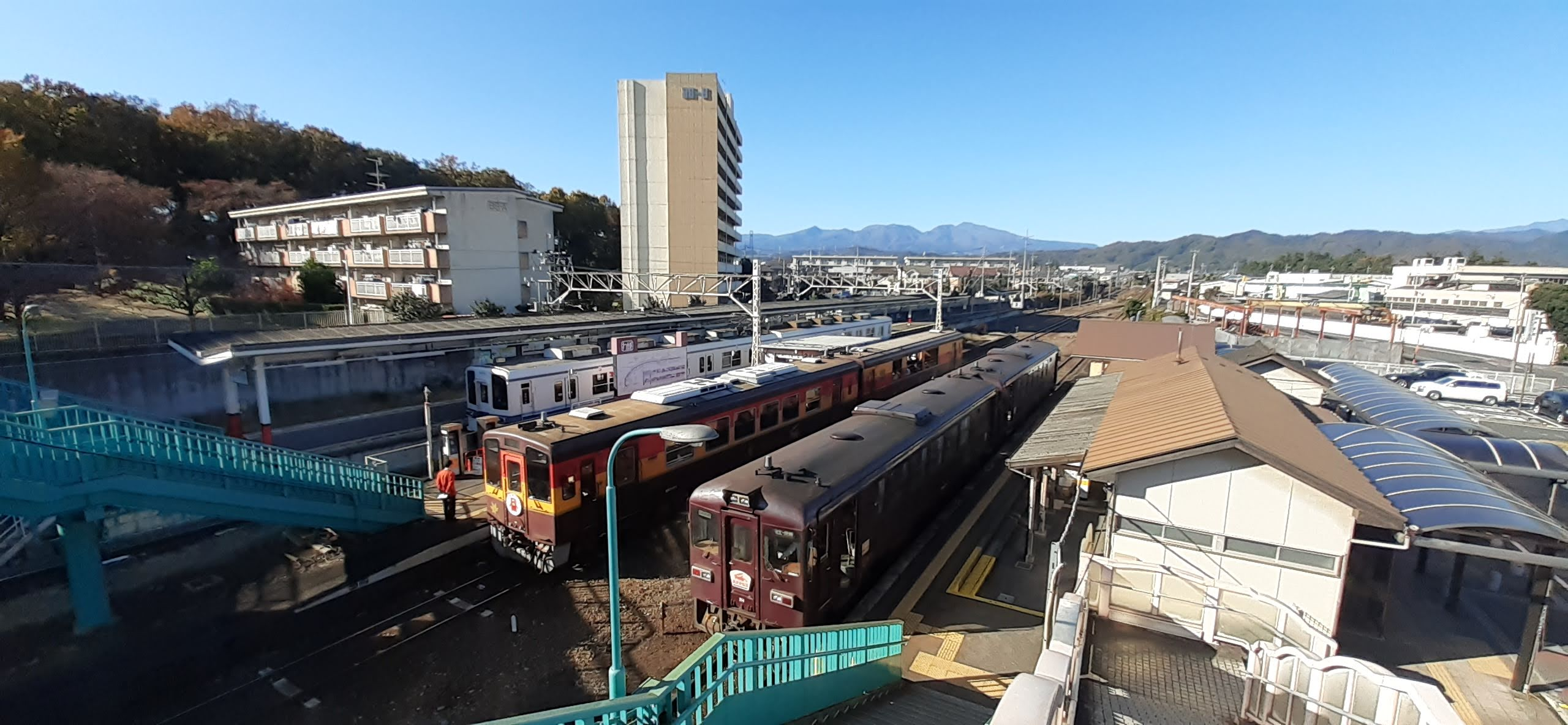
わたらせ渓谷線ホームと駅舎
左は東武ホーム（2020年11月）

地上駅。木造駅舎を有する。共同使用駅で、わたらせ渓谷鐵道の社員が終日に渡って駅業務を行う。改札口を2社で共用している。東武線出入場用PASMO簡易改札機を備えるがわたらせ渓谷鐵道線は全てのICカードが利用不可。駅舎は東側にあり、各ホームは跨線橋により連絡しているほか、改札外に線路の東西を連絡する跨線橋が設置されている。
駅舎内には出札窓口、わたらせ渓谷線自動券売機1台、東武線自動券売機1台がある。東武線特急券及びわたらせ渓谷線トロッコ整理券は出札窓口にて、交通系ICカードへのチャージは改札窓口での取り扱いとなっている。
- わたらせ渓谷鐵道 - 相対式ホーム2面2線を有する。かつては中線があり、貨物列車が使用していたが、現在は撤去されている。
- 東武鉄道 - 島式ホーム1面2線を有する。

### のりば
| わたらせ渓谷鐵道のりば |                 |      |                                                                                        |      |
| 番線                   | 路線            | 方向 | 行先                                                                                   | 備考 |
| 1                      | ■わたらせ渓谷線 | 上り | 桐生方面                                                                               |      |
| 2                      | ■わたらせ渓谷線 | 下り | 大間々・足尾・間藤方面                                                                 |      |
| 東武鉄道のりば         |                 |      |                                                                                        |      |
| 番線                   | 路線            | 方向 | 行先                                                                                   | 備考 |
| 3                      | 桐生線          | 上り | 太田・ 伊勢崎線 館林・ 東武スカイツリーライン 北千住・とうきょうスカイツリー・浅草方面 |      |
| 4                      | 桐生線          | 下り | 赤城ゆき                                                                               |      |

### 配線図
|            | 桐生・大間々地区における鉄道路線の位置関係と配線 |
| 凡例 出典: |                                                  |

## 利用状況
東武鉄道における2023年度の1日平均乗降人員は729人である。
わたらせ渓谷鐵道における2021年度の1日平均乗降人員は135人である。
相互乗換の他、工場通勤客の利用も多い。
| 年度               | 1日平均乗降人員 | 1日平均乗降人員   |
| 年度               | 東武鉄道        | わたらせ 渓谷鐵道 |
| ------------------ | --------------- | ----------------- |
| 2003年（平成15年） | 795             |                   |
| 2004年（平成16年） | 796             |                   |
| 2005年（平成17年） | 801             |                   |
| 2006年（平成18年） | 771             |                   |
| 2007年（平成19年） | 763             |                   |
| 2008年（平成20年） | 776             |                   |
| 2009年（平成21年） | 723             | 226               |
| 2010年（平成22年） | 727             | 209               |
| 2011年（平成23年） | 710             | 176               |
| 2012年（平成24年） | 768             | 182               |
| 2013年（平成25年） | 757             | 164               |
| 2014年（平成26年） | 771             | 179               |
| 2015年（平成27年） | 809             | 234               |
| 2016年（平成28年） | 797             | 204               |
| 2017年（平成29年） | 797             | 188               |
| 2018年（平成30年） | 790             | 188               |
| 2019年（令和元年） | 696             | 178               |
| 2020年（令和02年） | 398             | 122               |
| 2021年（令和03年） | 586             | 135               |
| 2022年（令和04年） | 693             |                   |
| 2023年（令和05年） | 729             |                   |

## 駅周辺
- 上毛電気鉄道上毛線:天王宿駅
- 桐生明治館
- 桐生市立相生中学校
- 桐生市立相生小学校
- 桐生ビジネス専門学校
- 国道122号
- 高木病院
- ベネックス
- LIXIL
- 小倉クラッチ
- 桐生グランドホテル
- 桐生相生郵便局
- 桐生信用金庫相生支店

## バス路線
駅東側のロータリーに乗り場がある。
| 停留所 | 運行事業者                      | 系統       | 行先                                 |
| ------ | ------------------------------- | ---------- | ------------------------------------ |
| 相老駅 | おりひめバス （桐生朝日自動車） | 相生線     | 桐生駅北口 ／ さくらもーる           |
| 相老駅 | おりひめバス （桐生朝日自動車） | 川内線支線 | ヤオコー相生店 ／ 自然観察の森・吹上 |

## 隣の駅
わたらせ渓谷鐵道
■わたらせ渓谷線
下新田駅 (WK02) - 相老駅 (WK03) - 運動公園駅 (WK04)
- トロッコ列車「トロッコわっしー号」停車駅

東武鉄道
 桐生線
- ■特急「りょうもう」・■特急「リバティりょうもう」停車駅

■普通
新桐生駅 (TI 55) - 相老駅 (TI 56) - 赤城駅 (TI 57)

### 「あいおい」と読む他の駅
- 相生駅 (岐阜県) - 長良川鉄道越美南線の駅
- 相生駅 (兵庫県) - JR西日本山陽新幹線・山陽本線・赤穂線の駅